# Alangium premnifolium
Alangium premnifolium là một loài thực vật có hoa trong họ Cornaceae. Loài này được Ohwi miêu tả khoa học đầu tiên năm 1938.